# Maria Grazia Cucinotta

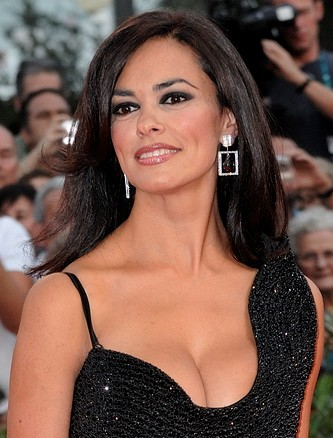
Cucinotta la al 66-lea Festival de Film de la Veneția

Maria Grazia Cucinotta (n. 27 iulie 1968, Messina, Italia) este o actriță, regizoare, producător de film și ex fotomodel italiană. 
Este cunoscută la nivel internațional pentru participarea, alături de Massimo Troisi, în filmul italian Poștașul (1994) și pentru apariția în filmul 007 Lumea e prea mică. În Statele Unite, este cunoscută și pentru experiențele sale ca producător (All the Invisible Children și Last Minute Morocco).
Printre alte cunoscute filme ale sale se numără Poștașul (1994), Camere da letto (1997) și Flores negras (2009).

## Biografie
Cucinotta, diplomată de analize contabile, s-a mutat din regiunea sa natală în capitala Italiei și a fost descoperită rapid ca model. După prima ei apariție la televiziune în Indietro tutta a lui Renzo Arbore, Cucinotta, zveltă, cu părul negru, cu aspect tipic mediteranean, a devenit rapid o vedetă și un ideal de frumusețe. Maria Cucinotta și-a făcut debutul în film în 1990 în filmul nereușit Vacanze di Natale '90. În 1994 a apărut filmul nominalizat la mai multe premii Oscar, Poștașul, în care a jucat-o pe soția ulterioară a eroului din titlu. Ea a avut destul de mare succes în 1997, cu portretizarea lui Abișag din Biblie. A interpretat rolul Mariei Magdalena de în filmele biblice Maria Maddalena (2000) și Gli amici di Gesù - Tommaso.
A fost cunoscută la un public internațional mai larg în 1999, cu apariția în Lumea e prea mică (The World Is Not Enough, 1999), al 19-lea film James Bond.
Ca regizoare, a primit Panglica de Argint în 2012 pentru scurtmetrajul ei Il maestro.
Cucinotta este căsătorită cu Giulio Violati din 1995 și au o fiică împreună.

## Filmografie selectivă
- 1990 Viaggio d'amore, regia Ottavio Fabbri
- 1990 Vacanze di Natale '90, regia Enrico Oldoini
- 1993 Abbronzatissimi 2 - Un anno dopo, regia Bruno Gaburro
- 1993 Cominciò tutto per caso, regia Umberto Marino
- 1993 Alto rischio, regia Stelvio Massi
- 1994 Poștașul (Il postino), regia Michael Radford
- 1995 Il giorno della bestia, regia Álex de la Iglesia
- 1995 I laureati, regia Leonardo Pieraccioni
- 1996 Il sindaco, regia Ugo Fabrizio Giordani
- 1996 Italiani, regia Maurizio Ponzi
- 1997 Il decisionista, regia Mauro Cappelloni
- 1997 Camere da letto, regia Simona Izzo
- 1998 La seconda moglie, regia Ugo Chiti
- 1999 Lumea e prea mică (The World Is Not Enough), regia Michael Apted
- 2000 Ho solo fatto a pezzi mia moglie (Picking Up the Pieces), regia Alfonso Arau
- 2000 Maria Maddalena, regia Raffaele Mertes
- 2005 All the Invisible Children, diverși regizori
- 2006 Uranya, regia Costas Kapakas
- 2007 Sweet Sweet Marja, regia Angelo Frezza
- 2007 Last Minute Marocco, regia Francesco Falaschi
- 2008 Io non ci casco, regia Pasquale Falcone
- 2009 Flores negras, regia David Carreras
- 2009 L'imbroglio nel lenzuolo, regia Alfonso Arau
- 2009 Viola di mare, regia Donatella Maiorca
- 2010 Dopo quella notte, regia Giovanni Galletta
- 2011 Un giorno della vita, regia Giuseppe Papasso
- 2011 Ritualul (The Rite), regia Mikael Håfström
- 2012 Soția croitorului (La moglie del sarto), regia Massimo Scaglione
- 2015 Babbo Natale non viene da Nord, regia Maurizio Casagrande
- 2017 Le verità, regia Giuseppe Alessio Nuzzo
- 2019 Forse è solo mal di mare, regia Simona De Simone
- 2019 Il gatto e la luna, regia Roberto Lippolis
- 2021 American Night, regia Alessio Della Valle
- 2021 Gli anni belli, regia Lorenzo d'Amico de Carvalho